# Académie des sciences, arts et belles-lettres de Mâcon
L'académie des arts, sciences et belles-lettres de Mâcon (Saône-et-Loire), dite académie de Mâcon, est une société savante, fondée en 1805 et reconnue d'utilité publique en 1829.
Il s'agit d'une des plus anciennes sociétés savantes du département de Saône-et-Loire.

## Historique
Installée au no 41 de la rue Sigorgne, dans l’hôtel Senecé (du XVIIIe siècle), classé monument historique en 1962, elle abritait naguère le musée Lamartine de Mâcon.
Fondée le 9 septembre 1805, elle a été reconnue d'utilité publique en juillet 1829 par le roi Charles X.
Elle est membre de la Conférence nationale des académies des sciences, lettres et arts, conférence qui réunit, depuis 1989, sous l'égide de l'Institut de France, trente-deux académies de province. Ces académies dont la fondation remonte - pour vingt-cinq d'entre elles - à l'Ancien Régime se caractérisent par leur ancienneté, leur caractère pluridisciplinaire, la nature de leurs activités, leur rôle culturel sur le plan régional ou local, leurs règles de recrutement et de fonctionnement semblables.
1994 : réforme du fonctionnement intérieur de l'Académie et suppression du poste de secrétaire perpétuel.
En 2019, elle reçoit le premier accessit du prix des sociétés savantes de la Fondation des travaux historiques et scientifiques.

## Propriétés
L'Académie de Mâcon est propriétaire de l'hôtel Senecé, hôtel particulier dans lequel elle est installée, rue Sigorgne.
L'Académie de Mâcon est également propriétaire depuis 1947 de la chapelle des moines de Berzé-la-Ville, qui lui a été donnée cette année-là par Miss Evans, archéologue britannique qui l'avait achetée.
À partir de 1956, l'Académie est propriétaire de la Solitude (ou « Pavillon des Girondins »), à Prissé, petit pavillon au milieu des vignes dans lequel Alphonse de Lamartine – qui présida cette société savante à quatre reprises – rédigea Le Voyage en Orient et travailla à l'Histoire des Girondins et à Jocelyn (incendié en 1996, il fut reconstruit à l'identique par l'Académie).

## Organisation
Les membres de l’Académie sont classés en cinq catégories : associés, correspondants, titulaires, titulaires émérites et membres d’honneur.
Depuis la révision des statuts en 2015, les membres titulaires sont au nombre de trente-cinq.

### Présidents
- Au XIXe siècle[Quand ?] : Alphonse de Lamartine.
- 1987 : Fernand Nicolas.
- 1994-1999 : Fernand Nicolas[3].
- 1999-2005 : Jean Combier.
- 2013-2017 : Vincent Lauvergne.
- 2017-2019 : Jean-Michel Dulin.
- Depuis 2019 : Micheline Cotessat.

### Secrétaires perpétuels / généraux
- - 1989 : Marcel Vitte (19e).
- 1989-1993 : Fernand Nicolas (20e).

## Objectifs et actions
L'académie de Mâcon a mené et mène des actions dans plusieurs domaines :
- publication de cent vingt-six tomes des Annales résumant les travaux de ses membres ;
- attribution d'un prix quinquennal littéraire ;
- attribution, lors des Biennales Lamartine de la Ville de Mâcon, du trophée « Les Ailes de l'expérience ».

## Publications

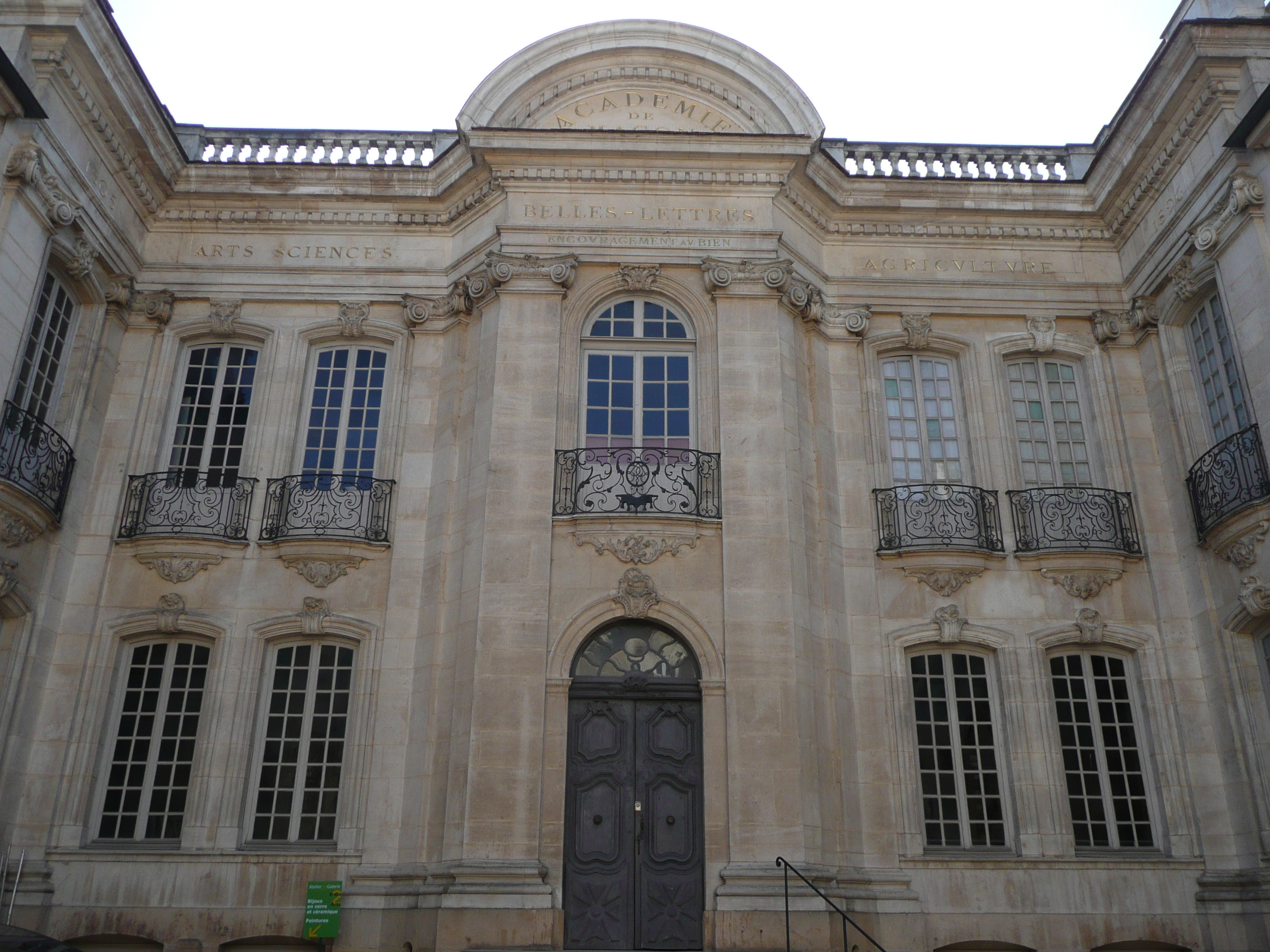
Façade de l’académie de Mâcon (hôtel Senecé)

### Annales
L'Académie de Mâcon édite, chaque année, depuis 1851, ses Annales, publication fondée au XIXe siècle sous le titre de Comptes rendus. Format : 15,5 × 22 cm. 
Les séries éditées entre 1851 et 1938 sont majoritairement disponibles sur Gallica, la bibliothèque numérique de la Bibliothèque nationale de France :
- les Annales, séries 1 (1851-1877), 2 (1878-1895), 3 (volumes 1 à 33, 1896-1938)[4]

### Autres publications aux frais de l'Académie disponibles sur Gallica
- Camille Ragut, Cartulaire de Saint-Vincent de Mâcon (1864)[5]
- Le Mâconnais préhistorique (1870)[6]
- Archives de l'abbaye de Cluny (1884)[7]
- L. Lex, Les Fiefs du Mâconnais (1897)[8]

### Autres publications de l'Académie
- Fernand Nicolas, Richesses en Mâconnais. Nature, sites villages., Mâcon, Académie de Mâcon, 2008 (176 pages).  (ISBN 2-9523794-8-3).

## TrophéeLes Ailes de l'expérience
Distinction francophone décernée par l'Académie de Mâcon au titre de meilleur espoir auteur compositeur de chansons à texte.
Elle est attribuée tous les deux ans dans le cadre des « Biennales Lamartine » de la Ville de Mâcon.

## Membres
Filiation des fauteuils (source).
Ont notamment été membres de l'Académie de Mâcon les personnalités suivantes :
- Pierre Sigorgne (1719-1809), physicien ;
- Alphonse de Lamartine (1790-1869), poète et homme politique français ;
- Camille Ragut (1797-1870), archiviste du département de Saône-et-Loire.
- Henry Testot-Ferry (1826-1869), découvreur du site de la Roche de Solutré ;
- Léon-Vivant Moissenet (1831-1906), polytechnicien, l'un des pères de la carte géologique de France ;
- Aristide Gavillot (1837-1911), homme politique et homme de lettres français engagé dans les relations avec l'Égypte ;
- Adrien Arcelin (1838-1904), géologue et archéologue français et son fils Fabien Arcelin ;
- Léonce Lex (1859-1926), archiviste et historien de la Bourgogne-du-Sud ;
- Émile Chateau (1866-1952), botaniste, père de la Phytosociologie ;
- Camille Latreille (1870 - 1927) universitaire et homme de lettres ;
- Marie-Rose Michaud-Lapeyre (1873-1960), poétesse lamartinienne ;
- Albert Thibaudet (1874-1936), critique littéraire ;
- Honoré Hugrel (1880-1944), peintre français ;
- Léon Foillard (1880-1964), négociant en vin, écrivain du Beaujolais ;
- Gabriel Jeanton (1881-1943), historien et ethnographe de la Bourgogne-du-Sud ;
- André Latreille (1901-1984), intellectuel et historien français ;
- Henri de Benoist de Gentissart (1908-1975), militaire, ingénieur général[10] ;
- Émile Magnien (1914-1999), créateur du Musée Lamartine de Mâcon, conservateur des musées de Mâcon et de Tournus ;
- Fernand Nicolas (1919-2014), ornithologue, créateur de la Société d’études du milieu naturel (Sémina), cofondateur de l'association départementale Groupe 71 et de sa revue trimestrielle Images de Saône-et-Loire ;
- Raymond Oursel (1921-2008), historien de l'art roman ;
- Michel Bouillot (1929-2007), érudit spécialiste de la Bourgogne-du-Sud.